# Лема Адамара
Лема Адамара (англ. Hadamard's lemma) — твердження, що описує будову гладкої дійсної функції. Названа на честь французького математика Жака Адамара.
| Нехай {\displaystyle f:\mathbb {R} ^{n}\to \mathbb {R} } — функція класу {\displaystyle \,C^{r}}, де {\displaystyle r\geq 1}, визначена у випуклому околі {\displaystyle U} точки {\displaystyle 0}. Тоді існують такі функції {\displaystyle g_{1},\ldots ,g_{n}:\mathbb {R} ^{n}\to \mathbb {R} } класу {\displaystyle \,C^{r-1}}, визначені в {\displaystyle U}, що для всіх {\displaystyle x=(x_{1},\ldots ,x_{n})\in U} має місце рівність {\displaystyle f(x_{1},\ldots ,x_{n})=f(0)+\sum _{i=1}^{n}x_{i}\,g_{i}(x_{1},\ldots ,x_{n}),\ \quad g_{i}(0)={\frac {\partial f}{\partial x_{i}}}(0).} |

Якщо функція {\displaystyle f} — аналітична, то й функції {\displaystyle g_{1},\ldots ,g_{n}} у наведеній вище формулі аналітичні.

## Узагальнене формулювання
Лема Адамара може бути сформульована у загальнішій формі, коли частина змінних грає роль параметрів.
| Нехай {\displaystyle f(x,y):\mathbb {R} ^{n}\times \mathbb {R} ^{m}\to \mathbb {R} } — функція класу {\displaystyle \,C^{r}}, де {\displaystyle r\geq 1}, визначена на випуклому околі {\displaystyle U} точки {\displaystyle 0}, при цьому {\displaystyle x=(x_{1},\ldots ,x_{n})} і {\displaystyle y=(y_{1},\ldots ,y_{m})}. Тоді існують такі функції {\displaystyle g_{1}(x,y),\ldots ,g_{n}(x,y):\mathbb {R} ^{n}\times \mathbb {R} ^{m}\to \mathbb {R} } класу {\displaystyle \,C^{r-1}}, визначені в {\displaystyle U}, що для всіх {\displaystyle (x,y)\in U} має місце рівність {\displaystyle f(x,y)=f(0,y)+\sum _{i=1}^{n}x_{i}\,g_{i}(x,y),\ \quad g_{i}(0,y)={\frac {\partial f}{\partial x_{i}}}(0,y).} |

Доведення. 
Розглянемо допоміжну функцію {\displaystyle f(tx,y)=f(tx_{1},\ldots ,tx_{n},y_{1},\ldots ,y_{m})},
де {\displaystyle t} — додаткова дійсна змінна (параметр). Нехай {\displaystyle t} пробігає значення з відрізку {\displaystyle [0,1]}, тоді функція {\displaystyle \,f(tx,y)}, що розглядається як функція {\displaystyle \mathbb {R} ^{n+m}\to \mathbb {R} } при кожному фіксованому значенні параметра {\displaystyle t}, пробігає в просторі функцій від {\displaystyle n+m} змінних деяку криву з кінцями {\displaystyle \,f(0,y)} и {\displaystyle \,f(x,y)}. 
Розглядаючи {\displaystyle \,f(tx,y)} як функцію змінної {\displaystyle t}, залежну від параметрів {\displaystyle x\in R^{n}} і {\displaystyle y\in R^{m}}, і застосувуючи формулу Ньютона—Лейбніца, можна записати:
{\displaystyle f(x,y)-f(0,y)=\int _{0}^{1}{\frac {df(tx,y)}{dt}}\,dt=\int _{0}^{1}\sum _{i=1}^{n}x_{i}\,{\frac {\partial f}{\partial x_{i}}}(tx,y)\,dt=\sum _{i=1}^{n}x_{i}g_{i}(x,y),}
де 
{\displaystyle g_{i}(x,y):=\int _{0}^{1}{\frac {\partial f}{\partial x_{i}}}(tx,y)\,dt.}
Необхідна гладкість функцій {\displaystyle g_{i}(x,y)\,} випливає з відомої теореми про диференціювання інтеграла, що залежить від параметра.

## Застосування
Лема Адамара дозволяє отримати низку корисних наслідків, що знаходять застосування в різних розділах математики, в першу чергу, в теорії особливостей.
- За допомогою леми Адамара легко доводиться Лема Морса.

- Інший корисний наслідок леми Адамара (в її узагальненому вигляді) полягає в тому, що якщо росток гладкої функції {\displaystyle f(x,y_{1},\ldots ,y_{m})} обертається в нуль на гіперплощині {\displaystyle \,x=0}, то його можна подати у вигляді {\displaystyle f=x\,g(x,y_{1},\ldots ,y_{m}),} де {\displaystyle \,g} — деяка гладка функція.

- Звідси слідує, що для ростка довільної гладкої функції {\displaystyle f(x,y_{1},\ldots ,y_{m})} має місце подання {\displaystyle f=f_{0}(y_{1},\ldots ,y_{m})+x\,g(x,y_{1},\ldots ,y_{m}),} де {\displaystyle f_{0}=f(0,y_{1},\ldots ,y_{m})} і {\displaystyle \,g} — гладкі функції.

- Застосовуючи індукцію, звідси неважко отримати також загальніше представлення:

{\displaystyle f=f_{0}(y_{1},\ldots ,y_{m})+x\,f_{1}(y_{1},\ldots ,y_{m})+\cdots +x^{n}\,f_{n}(y_{1},\ldots ,y_{m})+x^{n+1}\,g(x,y_{1},\ldots ,y_{m}),}
де {\displaystyle f_{i}(y_{1},\ldots ,y_{m})} и {\displaystyle \,g} — гладкі функції та {\displaystyle \,n} — довільне натуральне число.